# Захариади, Марианна
Мариа́нна Захариа́ди (греч. Μαριάννα Ζαχαριάδη; 25 февраля 1990 — 29 апреля 2013) — греческая прыгунья с шестом, выступавшая также за Кипр. Обладательница двух национальных рекордов Кипра.

## Биография
Марианна Захариади родилась 25 февраля 1990 года в Греции.
Дебютировала на международной арене в 2007 году. С 1 мая 2008 года стала выступать за сборную Кипра. В 2009 году Марианна победила на Играх малых государств Европы, а затем стала серебряным призёром Средиземноморских игр. В 2010 году заняла второе место на Играх Содружества.
23-летняя Марианна скончалась 29 апреля 2013 года после продолжительной борьбы с лимфогранулематозом, который был диагностирован у неё в 2011 году.

## Основные результаты
| Год    | Соревнования                   | Место проведения         | Место  | Результат |
| Греция | Греция                         | Греция                   | Греция | Греция    |
| ------ | ------------------------------ | ------------------------ | ------ | --------- |
| 2007   | Чемпионат мира среди юношей    | Острава, Чехия           | 5      | 4,05 м    |
| 2007   | Чемпионат Европы среди юниоров | Хенгело, Нидерланды      | 9      | 4,10 м    |
| Кипр   |                                |                          |        |           |
| 2009   | Игры малых государств Европы   | Никосия, Республика Кипр | 1      | 4,00 м    |
| 2009   | Средиземноморские игры         | Пескара, Италия          | 2      | 4,45 м    |
| 2009   | Чемпионат мира                 | Берлин, Германия         | 24 (q) | 4,25 м    |
| 2010   | Чемпионат мира в помещении     | Доха, Катар              | 13 (q) | 4,35 м    |
| 2010   | Чемпионат Европы               | Барселона, Испания       | 15 (q) | 4,25 м    |
| 2010   | Игры Содружества               | Нью-Дели, Индия          | 2      | 4,40 м    |